# Oporinia faenaria
Oporinia faenaria är en fjärilsart som beskrevs av Max Joseph Bastelberger 1911. Oporinia faenaria ingår i släktet Oporinia och familjen mätare. Inga underarter finns listade i Catalogue of Life.